# Paulo Sérgio de Oliveira Silva
Paulo Sérgio de Oliveira Silva, conosciuto come Serginho (Vitória, 19 ottobre 1974 – San Paolo, 27 ottobre 2004), è stato un calciatore brasiliano, di ruolo difensore.

## Biografia
Morì il 27 ottobre 2004 a causa di un arresto cardiaco durante la partita tra Sao Caetano e Sao Paulo.

## Carriera
Crebbe nel Petrocinense e, dopo un anno dall'essere portato in prima squadra, venne acquistato a titolo definitivo dal Social (MG). Rimase al Social solo una stagione e nel 1996 venne acquistato dal Democrata-SL. Qui restò pochi mesi in quanto venne ceduto al Mogi Mirim.
Dopo un anno di permanenza al Mogi, tornò al Social, dove rimase una stagione, e nel 1998 fu preso dall'Ipatinga. Vi passò un anno e venne ceduto di nuovo, stavolta all'Araçatuba. Ancora dopo pochi mesi, venne acquistato a titolo definitivo dal São Caetano, dove militò fino al 2004.